# Província marítima de Vigo

Bandera de la província marítima de Vigo.

Vigo és una de les trenta províncies marítimes en les quals es divideix el litoral espanyol. Comprèn des de la punta Faxilda fins a la confluència del Miño amb el riu Barxas. Limita al nord amb la província marítima de Vilagarcía i al sud amb Portugal.
La capitania d'aquesta província marítima es troba al port de Vigo, que també és el port més important.
De nord a sud consta dels següents districtes marítims:
- Portonovo (Sanxenxo) (VI-1): des de la punta Faxilda fins al riu Lérez.
- Marín (Pontevedra) (VI-2): des del riu Lérez fins a l'illa de San Clemente.
- Bueu (VI-3): des de l'illa de San Clemente fins a la punta Morcegos, incloent les illes d'Ons i Onza.
- Cangas do Morrazo (VI-4): Des de la punta Morcegos fins a la punta Domaio.
- Redondela (VI-5): Des de la punta Domaio fins al riu Grila.
- Vigo (VI-6): des del riu Grila fins al cap Estai, incloent les illes Cíes.
- Baiona (VI-7): des del cap Estai fins a la punta Orelluda.
- A Guarda (VI-8): des de la punta Orelluda pel riu Miño fins a la confluència amb el riu Barxas.